# 代頓 (內華達州)
代頓（英語：Dayton）是位於美國內華達州萊昂縣的普查規定居民點。

## 歷史
代頓的郵局自1862年營運至今。

## 人口
根據2020年美國人口普查的數據，代頓的面積為90.42平方千米，當中陸地面積為90.39平方千米，而水域面積為0.03平方千米。當地共有人口15153人，而人口密度為每平方千米167.58人。